# 加薩圍城戰
加薩圍城戰（Siege of Gaza），發生在前332年。是亞歷山大大帝東征時，在前往波斯阿契美尼德帝國治下的埃及路途中，馬其頓王國與加薩守軍之間的一場攻城戰。

## 背景
亞歷山大大帝於前334年進軍亞洲，並於伊蘇斯戰役擊敗波斯大流士三世的軍隊，隨後南下奪取整個腓尼基，並讓波斯艦隊中構成核心的腓尼基和賽普勒斯艦隊投入自己的旗下，馬其頓因此成為海軍強國。亞歷山大為了消除波斯人可能從埃及慫恿希臘城邦反抗馬其頓的可能，加上埃及相當富饒，繼續朝既定的目標埃及進軍。一路上耶路撒冷和鄰近巴勒斯坦地區紛紛向亞歷山大投降，然而在往埃及路途上，橫渡沙漠前的最後一個城市加薩不願意投降。加薩的波斯宦官兼指揮官巴提斯雇了一支阿拉伯傭兵，備妥了許多物資，準備要依靠加薩牢固的城牆堅守。亞歷山大率軍來到加薩，先在城牆較易攻破的地段附近紮營，準備開始圍攻。

## 圍城
加薩因為座落在高崗上，馬其頓投石機無法利用平射的石彈來轟擊城牆，直接強攻也難以攻下這座城市，於是亞歷山大命人在較易攻破的南段城外堆了一道土岡，高度與加薩所在的高崗差不多，並把投石機架上去。正時城內阿拉伯部隊大舉出動，企圖燒毀馬其頓的投石機，亞歷山大立即率領近衛隊前去支援，雖然擋住敵人攻勢，但亞歷山大也在戰鬥中負了傷。
因為加薩城離海岸僅3.6公里遠，亞歷山大命人把泰爾圍城戰所用的投石機從海上運過來。當亞歷山大的傷差不多好了後，命士兵把土岡寬度擴大並且環繞全城，也把泰爾來的投石機架好，開始對城牆轟擊。馬其頓士兵還挖地道來掏空牆基，使城牆下陷崩塌，城牆也被投石機轟平一大片。馬其頓士兵開始進行多次猛攻，但城內守軍奮力抵抗，直到馬其頓第四次進攻時，才被攻破，馬其頓士兵紛紛登上城牆，並把城門打開，全城逐漸落入亞歷山大手中。城內市民頑強抵抗，直到全部被殲滅為止。

## 戰後
根據羅馬昆圖斯·庫爾提烏斯·魯福斯記載，加薩守將巴提斯遭到馬其頓士兵俘虜，亞歷山大對於巴提斯忠勇欣賞有加，有意招納入自己旗下，但被巴提斯拒絕，亞歷山大最後被巴提斯無視的態度激怒，命人把巴提斯腳踝綁在戰車上，讓戰車拖著環繞全城，以這種方式處死。很明顯亞歷山大是要效法荷馬史詩中，阿基里斯羞辱赫克托爾遺體的方法。
戰後，加薩全城婦孺都被貶為奴隸，並把附近的部族招入城內居住。之後亞歷山大繼續朝埃及進軍，但波斯埃及總督手上無可用的波斯軍隊，便向亞歷山大投降。